# Penaleopolynoe sillardi
Penaleopolynoe sillardi är en ringmaskart som beskrevs av Desbruyères och Laubier 1988. Penaleopolynoe sillardi ingår i släktet Penaleopolynoe och familjen Polynoidae. Inga underarter finns listade i Catalogue of Life.